# Андреевка (Шепетовский район)
Андреевка (укр. Андріївка, до 2024 года — Червоное) — село в Шепетовском районе Хмельницкой области Украины.
Население по переписи 2001 года составляло 285 человек. Почтовый индекс — 30520. Телефонный код — 3843. Занимает площадь 1,237 км². Код КОАТУУ — 6823686503.

## Местный совет
30520, Хмельницкая обл., Шепетовский р-н, с. Роговичи, ул. Победы, 31